# Jana Aboelhasan
Jana Aboelhasan (arabe : جنى أبو الحسن), née le 29 septembre 2005 au Caire, est une gymnaste artistique égyptienne.

## Carrière
Jana Aboelhasan est médaillée d'or au concours général individuel et au sol lors des épreuves juniors des Championnats d'Afrique de gymnastique artistique 2018 à Swakopmund.
Aux Championnats d'Afrique de gymnastique artistique 2022 au Caire, elle est médaillée d'or du concours par équipes et médaillée d'argent au concours général individuel, à la poutre et au sol.